# Pave Alexander 6.
Alexander 6. (født 1. januar 1431, død 18. august 1503) var pave fra 1492 til 1503. Hans fødselsnavn var Rodrigo Borgia, og han regnes for en af de mest berygtede af de korrupte, verdslige renæssancepaver. Han fødtes i Xàtiva ved Valencia i Spanien. Faderens fornavn var Lanzol eller Llancol. Moderens familienavn Borgia eller Borja, tog han da hans morbror den 8. april 1455 blev pave som Callistus 3.
Alexanders søn med Donna Vannozza Catanei, Juan, hertug af Gandia, har lånt ansigtstræk til Michelangelos statue Pietà i Peterskirken. Juan havde natten til d. 16. juni 1497 spist middag hos sin mor, der havde en vingård bag kirken S. Pietro in Vincoli (= Sankt Peter i lænker). En maskeret mand skulle have overbragt ham en besked under middagen, og bagefter var de to redet sammen mod bydelen Trastevere. Næste morgen fandt man hertugens stalddreng myrdet, mens Juan selv var forsvundet. Efter anvisning fra en fisker, der om natten havde set nogle mænd kaste et lig i Tiberen, fandt man den døde i nogle fiskegarn ud for Piazza del Popolo. Man nærede mistanke til hans bror, Cesare Borgia. Den døde blev bragt til Engelsborg, og da han samme nat blev båret derfra for at gravlægges i S. Lucias kapel, hørte man paven skrige af sorg over sin dræbte søn. Michelangelo blev så rystet over brodermordet, at han gav Jesus den afdødes træk i Pietá. Romerne kommenterede det hele sådan: "Skal vi ikke regne dig, Alexander sjette, for menneskefisker, du, som minsandten har fået din egen søn i garnet?" 